# Rhaphidophora rechingeri
Rhaphidophora rechingeri är en insektsart som beskrevs av Holdhaus 1909. Rhaphidophora rechingeri ingår i släktet Rhaphidophora och familjen grottvårtbitare. Inga underarter finns listade i Catalogue of Life.